# Río Grande (Portugal)
El río Grande, también llamado ribeira dos Palheiros, es un río del oeste de la península ibérica que discurre por el distrito de Lisboa, en Portugal. 

## Curso
El río Grande es un río estacional de unos 25 kilómetros de largo que discurre por el concejo Lourinhã. Nace en Bombarral al norte de Moita dos Ferreiros y desemboca en el Océano Atlántico en la playa de Areia Branca.

## Contaminación
El río está muy contaminado. Ya ha habido una serie de manifestaciones contra la contaminación. A pesar de las campañas políticas anuales y las promesas de cuidar la limpieza, hasta ahora no ha sucedido nada significativo. Aunque, en principio, todas las aguas residuales de la zona se vierten a una planta de tratamiento de aguas residuales, gran parte de los legados de la ganadería y las aguas residuales industriales continúan vertiendo al río, lo que dificulta cada vez más la limpieza.
El municipio de Lourinhã, en sociedad con la empresa Águas do Oeste, está haciendo otro intento de descontaminación del río Grande.